# Абдуллин, Скак
Скак Абду́ллин (20 октября 1936, Бегимбет, КазАССР — 19 февраля 2002, Бегимбет, Актюбинская область) — чабан совхоза «Айшуак» Челкарского района Актюбинской области Казахской ССР. Полный кавалер ордена Трудовой Славы.

## Биография
Скак Абдуллин родился 15 октября 1936 года в селе Бегимбет Челкарского (ныне Шалкарского) района Актюбинской области Казахской ССР (ныне — Казахстан). Казах.
В 1954—1966 годах — чабан, затем старший чабан в колхозе «Жана коныс». В 1966—1974 годах — старший чабан совхоза «Айшуак» Челкарского района Актюбинской области. В 1974—1987 годах являлся наставником овцеводческой комсомольско-молодёжной бригады «Жас Жигер» в совхозе «Айшуак». Позже был заведующим ветеринарной аптекой в этом же хозяйстве. В дальнейшем вышел на пенсию.
Был членом КПСС, делегатом XV съезда Компартии Казахстана (1981). Неоднократно участвовал в Выставке достижений народного хозяйства (ВДНХ) СССР.

## Награды
- орден Трудовой Славы:
  - 3-й степени (14.02.1975)
  - 2-й степени (24.12.1976)
  - 1-й степени (21.12.1983) — за успехи, достигнутые во Всесоюзном социалистическом соревновании, проявленную трудовую доблесть в выполнении планов и принятых обязательств по увеличению производства мяса, молока и других продуктов животноводства в зимний период 1982—1983 годов.
- медали СССР.
- Государственная премия Казахской ССР (1987)
- Знатный чабан Актюбинской области (1969)
- Золотая медаль ВДНХ (10.04.1984)
- Серебряная медаль ВДНХ (10.05.1978)
- Диплом Почёта ВДНХ СССР с натуральной премией автомобилем «Москвич-412».